# اولمويدس ديرميستويدس
هو نوع من الخنفساء في عائلة غبشية ، المعروفة تحت مجموعة متنوعة من الأسماء الشائعة ، مثل الخنفساء الصينية ،السوسة الصينية ، خنفساء الفول السوداني ، خنفساء السرطان ، او خنفساء الربو . على الرغم من أن موطنه الأصلي هو آسيا ، فقدانتشر في جميع أنحاء العالم بسبب الاعتقاد بأن له خصائص طبية.

مثل الأعضاء الآخرين في جنس Ulomoides ، U. dermestoides هي آفة تصيب الحبوب ومنتجات الحبوب، ويمكن تربيتها بسهولة على الخبز والمواد الغذائية المماثلة. تم تطبيق Ulomoides dermestoides على نطاق واسع في الأدوية الشعبية اليابانيه والصينية في علاج آلام أسفل الظهر والسعال واضطرابات الجهاز التنفسي مثل الربو.
حظيت الخنفساء باهتمام دولي في المقام الأول حوالي عام 2000، عندما ظهرت تقارير إخبارية تفيد بأنه تم استيرادها وتناولها في الأرجنتين والبرازيل ؛ تم تربية الخنافس في المنزل وتوزيعها من خلال شبكة مجتمعية تشجع على استهلاك الخنافس الحية، بهدف تخفيف أو علاج "أمراض مثل الربو ومرض باركنسون والسكري والتهاب المفاصل وفيروس نقص المناعة البشرية والسرطان". في ذلك الوقت، كان يُطلق عليها عادة اسم "السوسة الصينية" (أو "gorgojo chino")، على الرغم من أنها لا ترتبط بالسوس الحقيقي .
وبالنظر إلى أن الآلاف من الناس كانوا يستهلكون أعدادًا كبيرة من هذه الخنافس (عدة آلاف لكل شخص)، استجاب المجتمع الطبي بالعديد من الدراسات، مع مجموعة متنوعة من النتائج، على الرغم من عدم تأكيد أي منها ادعاءات الخصائص العلاجية. المواد الكيميائية، الكينونات في المقام الأول ، التي تنتجها الخنافس كمركبات دفاعية قادرة على قتل الخلايا ( سمية خلوية كبيرة )،مما يؤثر على كل من الأنسجة السليمة والسرطانية، والإفراط في استهلاك الخنافس يمكن أن يؤدي إلى مضاعفات صحية خطيرة مثل الالتهاب الرئوي، وبالتالي بطلان كعلاج طبي. وقد وجد أن المستخلص المخفف من هذه الخنافس له خصائص مضادة للالتهابات ، ولكن عند تناول جرعات أعلى تكون التأثيرات السامة هي السائدة.